# Hemihyalea niger
Hemihyalea niger là một loài bướm đêm thuộc phân họ Arctiinae, họ Erebidae.